# Ronnie Hawkins
Ronald "Ronnie" Hawkins, född 10 januari 1935 i Huntsville, Arkansas, död 29 maj 2022 i Peterborough, Ontario, Kanada, var en amerikansk rockmusiker och sångare. 
Hawkins var bland annat med i Bob Dylans film Renaldo and Clara 1975 där han spelade rollen som 'Bob Dylan'. Året därpå var han med i The Bands avskedskonsert The Last Waltz som blev en dokumentärfilm av Martin Scorsese. The Band var ursprungligen Hawkins kompband, The Hawks. Han var kusin till rockabillypionjären Dale Hawkins.